# Оборонець (фільм, 2015)
«Оборонець» (калька з російської назви рос. «Защитник»; англ. Concussion, букв. «Струс мозку») — американський біографічно-спортивний драматичний фільм, знятий Пітером Лендесманом. Світова прем'єра стрічки відбулась 10 листопада 2015 року на Фестивалі Американського інституту кіномистецтва (AFI Fest). Фільм розповідає про доктора Беннета Омалу, який намагається довести факт зазнання футболістами важких травм голови під час гри, попри заперечення Національної футбольної ліги.

## У ролях
- Вілл Сміт — доктор Беннет Омалу
- Алек Болдвін — доктор Джуліан Бейлс
- Гугу Мбата-Роу — Према Мутісо
- Альберт Брукс — Сиріл Вект
- Девід Морс — Майк Вебстер
- Едді Марсан — Стівен Т. ДеКоскі
- Адевале Акінуойє-Агбадже — Дейв Дуерстон
- Стівен Моєр — доктор Рон Гамільтон
- Пол Райзер — доктор Елліот Пеллман
- Люк Вілсон — Роджер Гуделл
- Бітсі Таллок — Кіана Стшельчик
- Голт Маккелені — невролог

## Визнання
| Нагороди та номінації фільму «Оборонець» | Нагороди та номінації фільму «Оборонець» | Нагороди та номінації фільму «Оборонець»   | Нагороди та номінації фільму «Оборонець» | Нагороди та номінації фільму «Оборонець» | Нагороди та номінації фільму «Оборонець» |
| Рік                                      | Кінопремія / Кінофестиваль               | Категорія / Нагорода                       | Номінант                                 | Результат                                |                                          |
| ---------------------------------------- | ---------------------------------------- | ------------------------------------------ | ---------------------------------------- | ---------------------------------------- | ---------------------------------------- |
| 2015                                     | Кінопремія Голлівуду                     | Премія Голлівуду за найкращу чоловічу роль | Вілл Сміт                                | Перемога                                 |                                          |
| 2016                                     | Премія «Золотий глобус»                  | Найкраща чоловіча роль (драма)             | Вілл Сміт                                | Номінація                                |                                          |